# Charles Bernhoeft

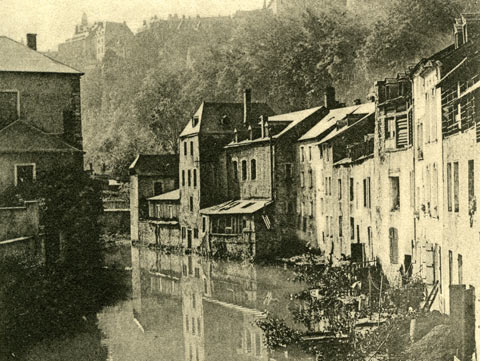
Charles Bernhoeft: Pfaffenthal, Lucembursko, asi 1904

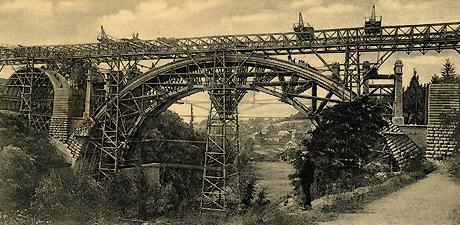
Charles Bernhoeft: Konstrukce Adolfova mostu, Lucembursko, 1901

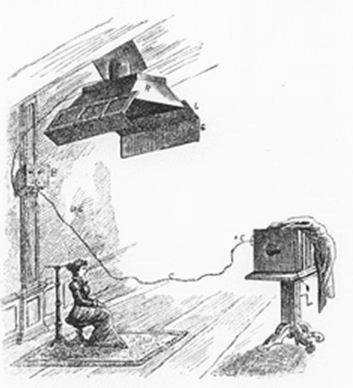
Bleskové zařízení Blitzlichtapparat Sanssouci, asi 1903

Charles (Carl Michael) Bernhoeft (22. července 1859 Lucemburk – 7. února 1933) byl lucemburský královský portrétní fotograf, ale specializoval se také na krajinářskou fotografii a vydával pohlednice.

## Mládí a rodina
Narodil se v roce Lucemburku dne 22. července 1859, jako syn armádního důstojníka Carla Johanna Adolpha Bernhoefta a Marguerite Spechtové, dcery obchodníka. Byl jejich jediný syn, ale měl šest sester. V roce 1889, po studiu fotografie a litografie, si vzal dceru učitele Marii-Louisu Bernardyovou. Měli spolu dva syny.

## Dílo
Dochovala se řada jeho luxusních fotoalb, ilustrovaných časopisů a především několik sérií pohlednic, z nichž jedna obsahuje 1 600 různých fotografií. Z dochované reklamy vyplývá, že v jeho firmě Editions photographiques Bernhoeft bylo zaměstnáno asi 20 osob.
V roce 1895, spolu s novinářem Jeanem-Nicolasem Moesem, Bernhoeft zahájil vydávání prvního ilustrovaného lucemburského týdeníku Das Luxemburger Land in Wort und Bild, který však vyšel pouze devětkrát.
Větší úspěch měl po svém jmenování dvorním fotografem v roce 1891. Jeho první fotografické studio v Lucemburku sídlilo na rue du Génie (nyní ulice Monterey) č. p. 1, ale v roce 1900 již postavil nový působivý třípodlažní Atelier Bernhoeft na rohu rue de l'Arsenal (Grand-Rue) a boulevardu Royal. Pro portréty používal široce dostupné carte de visite a kabinetky.
Alba jako Cöln und der Rhein (1895–1896), Bilder aus der Pfalz (1895), Nederland in Beeld (1896) a Eifel-Album (1896) ukazují, že necestoval daleko za hranicemi Lucemburska, avšak například na výstavě jako byla Antwerpské mezinárodní výstavě v roce 1894 prezentoval reprodukce exotických fotografií.
Bernhoeftovy práce velmi povzbuzovaly cestovní ruch, který v té době začínal rozkvétat. Nevydával pouze fotografická alba dokumentující Lucembursko a jeho okolí, ale také ilustrované mapy města a Mosellského údolí. Jeho pohlednice byly oblíbené především u turistů.

## Vynález blesku
Bernhoeft byl také úspěšný jako vynálezce, vyvíjel systémy, které poskytovaly nepřímé umělé osvětlení pro usnadnění portrétní fotografie. Uzpůsobil koncepci hořčíkového blesku, který se ukázal jako obzvláště úspěšný při fotografování dětí, které nevydržely dlouho bez hnutí. Patentoval zařízení jako Bernhoeftův Blitzlichtapparat Sanssouci a podařilo se mu prodat přibližně 300 kusů.
Ručně zapalovaný hořčíkový prášek se používal v nejstarších „blescích“. Později byly hořčíkové náplně umisťovány do skleněných baněk a zapalovány elektrickým kontaktem napojeným na závěrku. Baňky se daly použít jen jednou a po záblesku byly tak horké, že s nimi nešlo manipulovat. Oproti původní malé explozi ale stále představovaly významný pokrok.

## Galerie

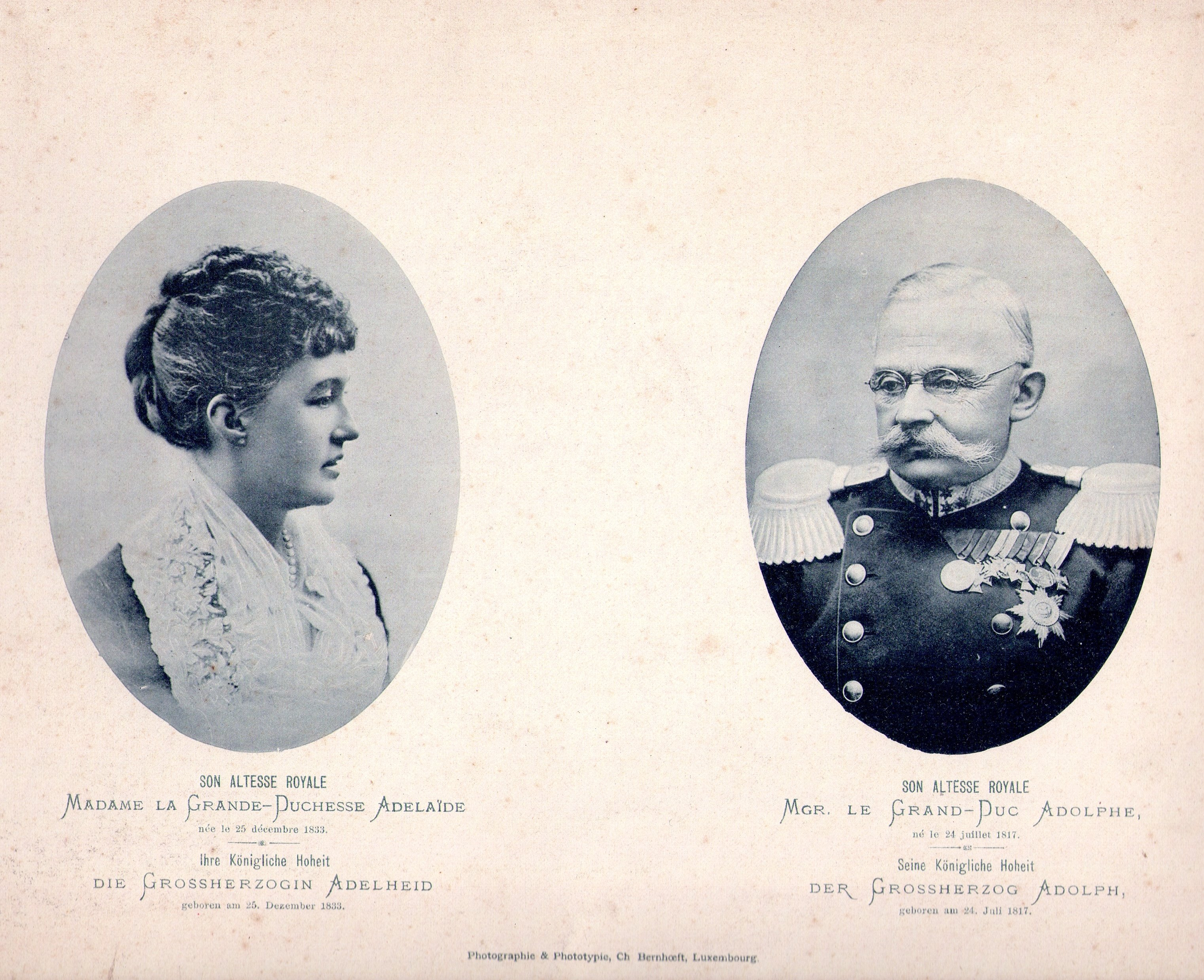
Adolphe a Marie-Adéla von Luxembourg
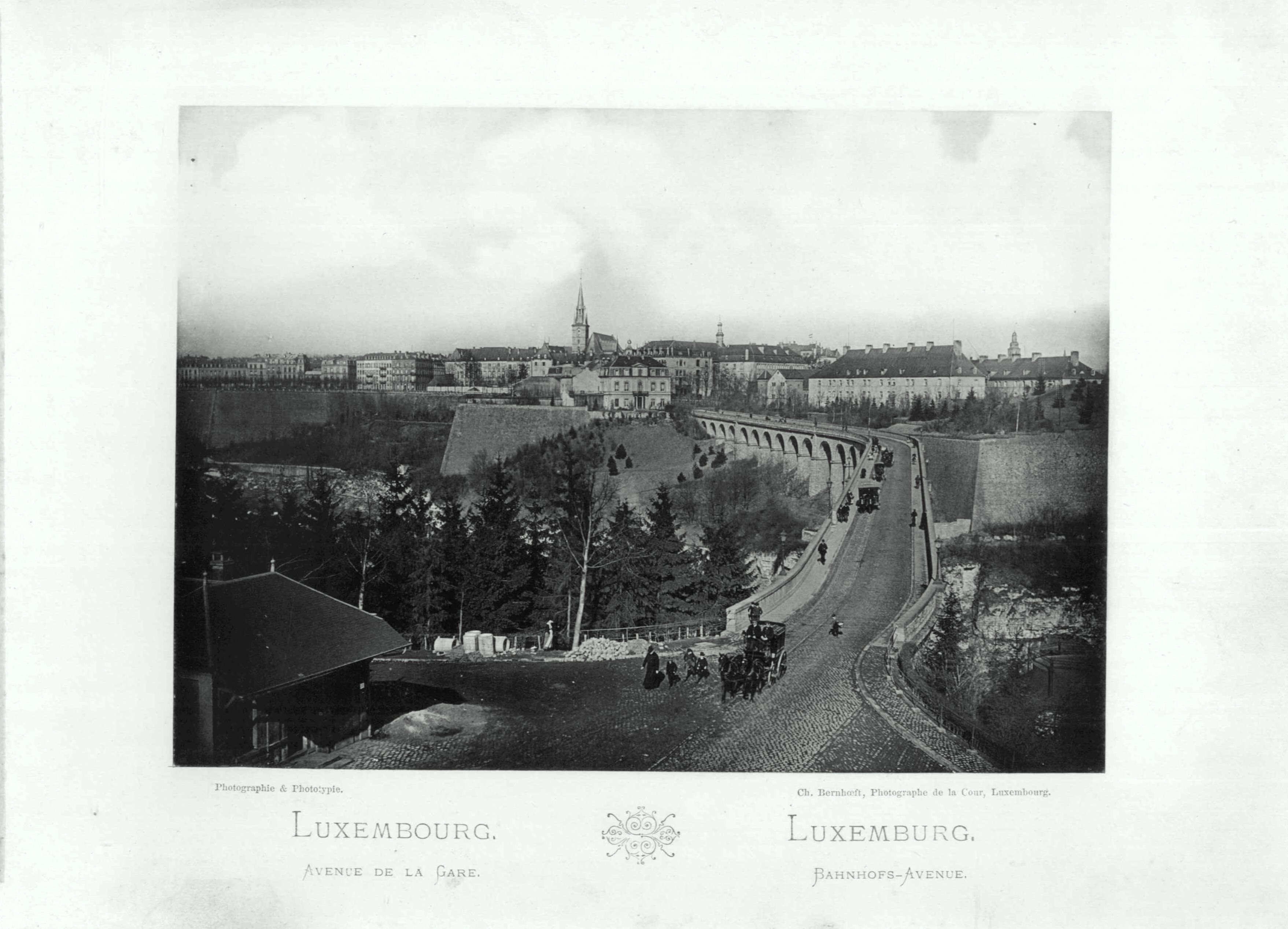
Le Luxembourg pittoresque
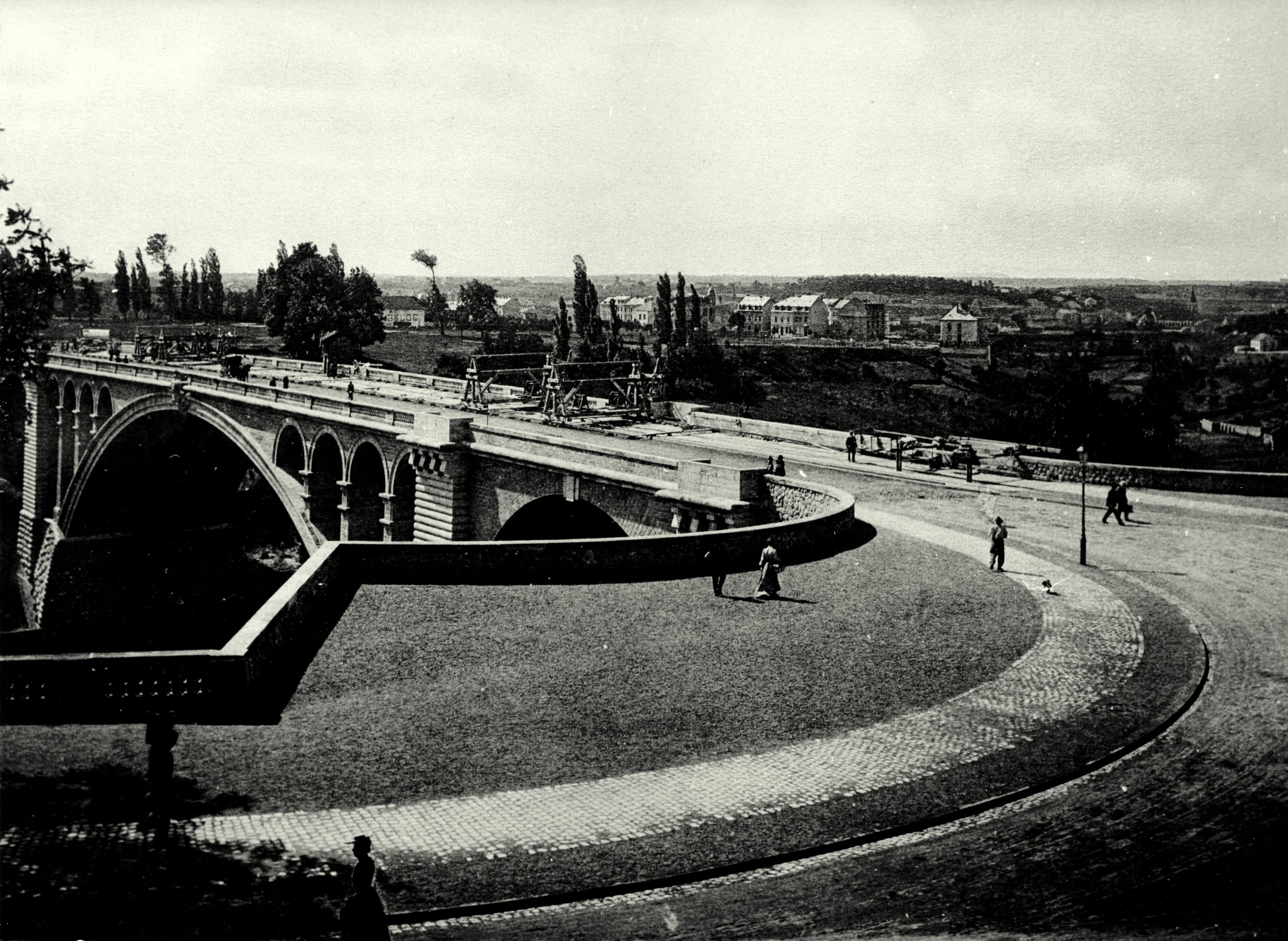
Adolfův most
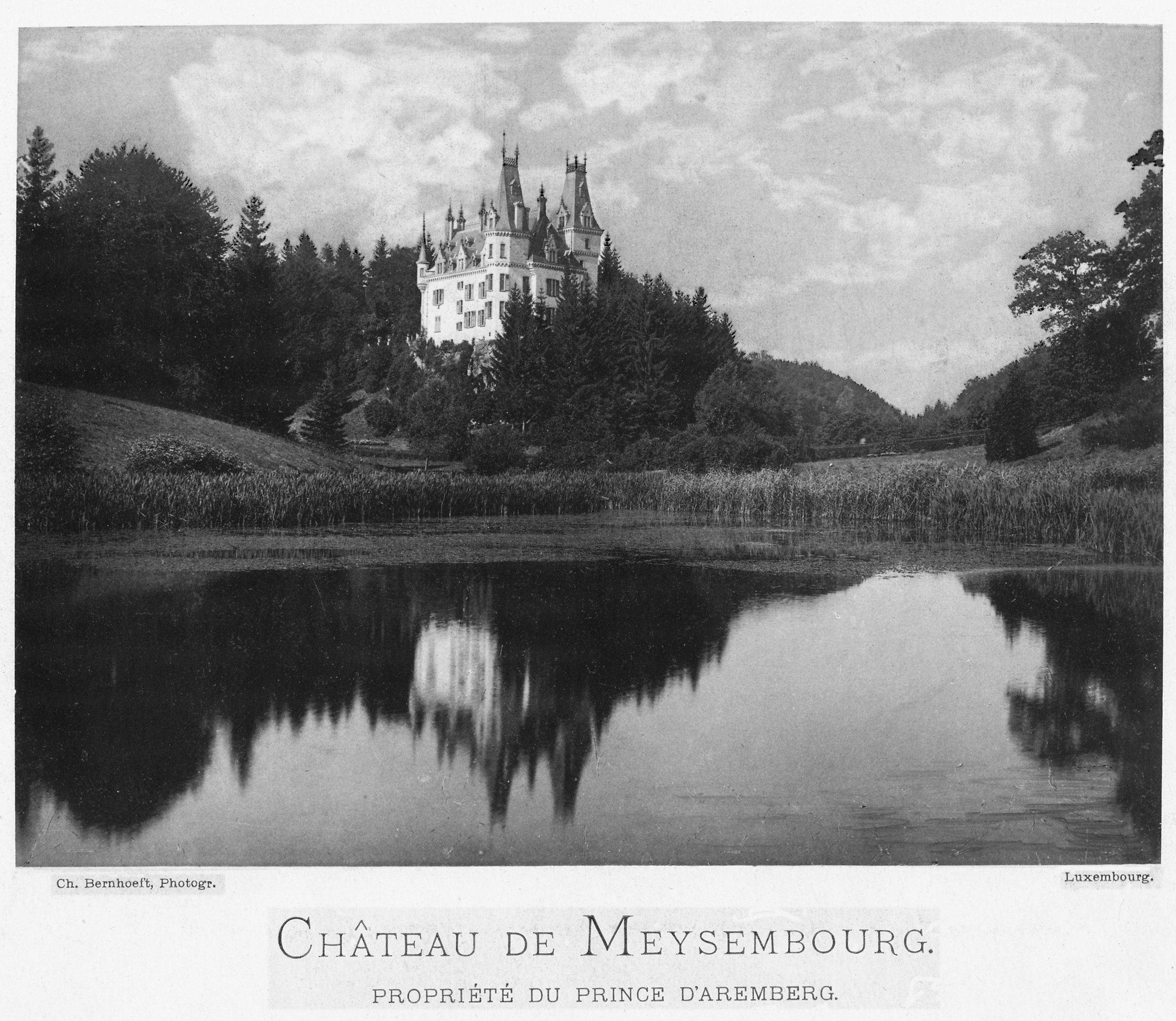
Zámek Meysembourg
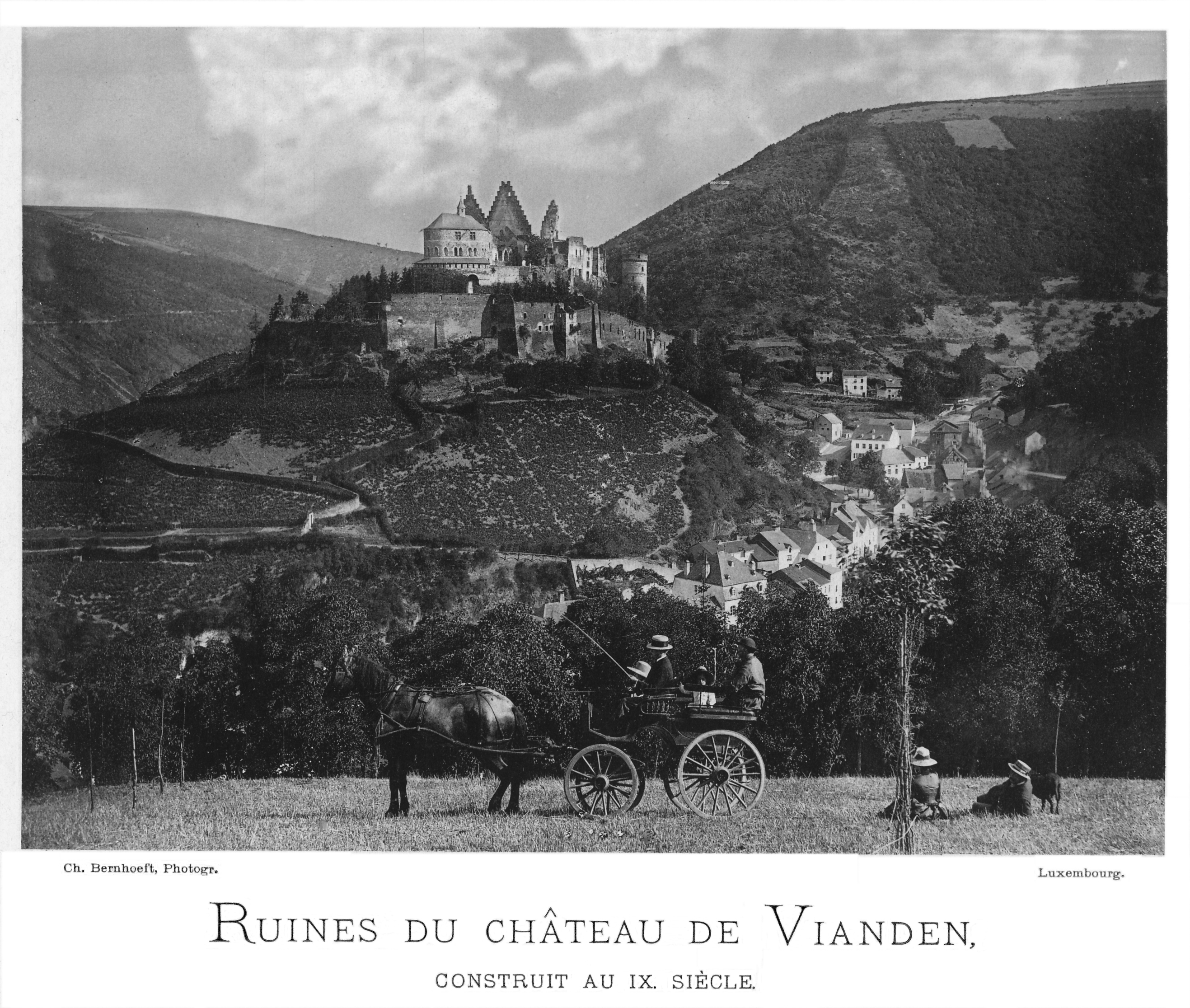
Vianden
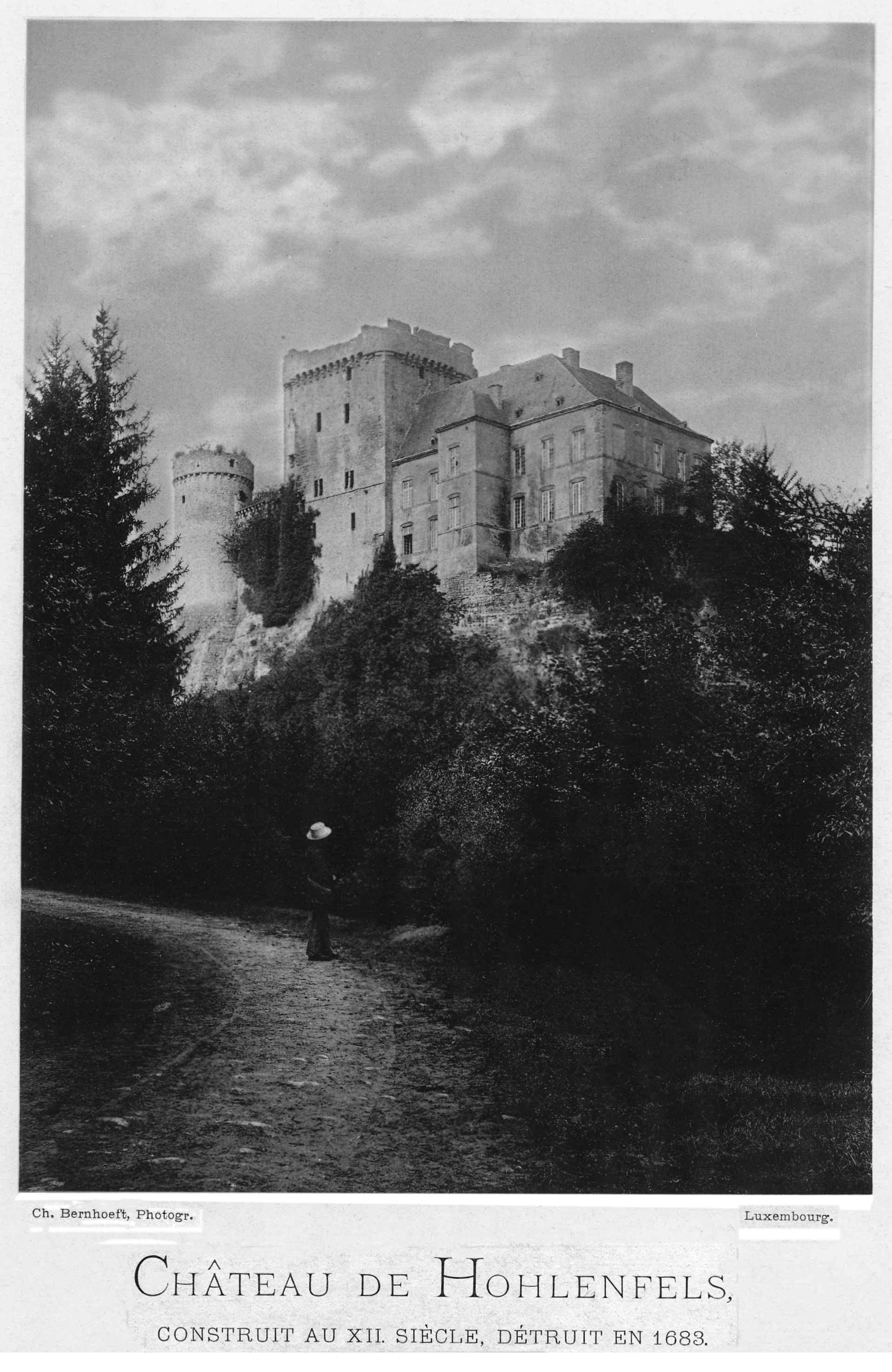
Zámek Hollenfels
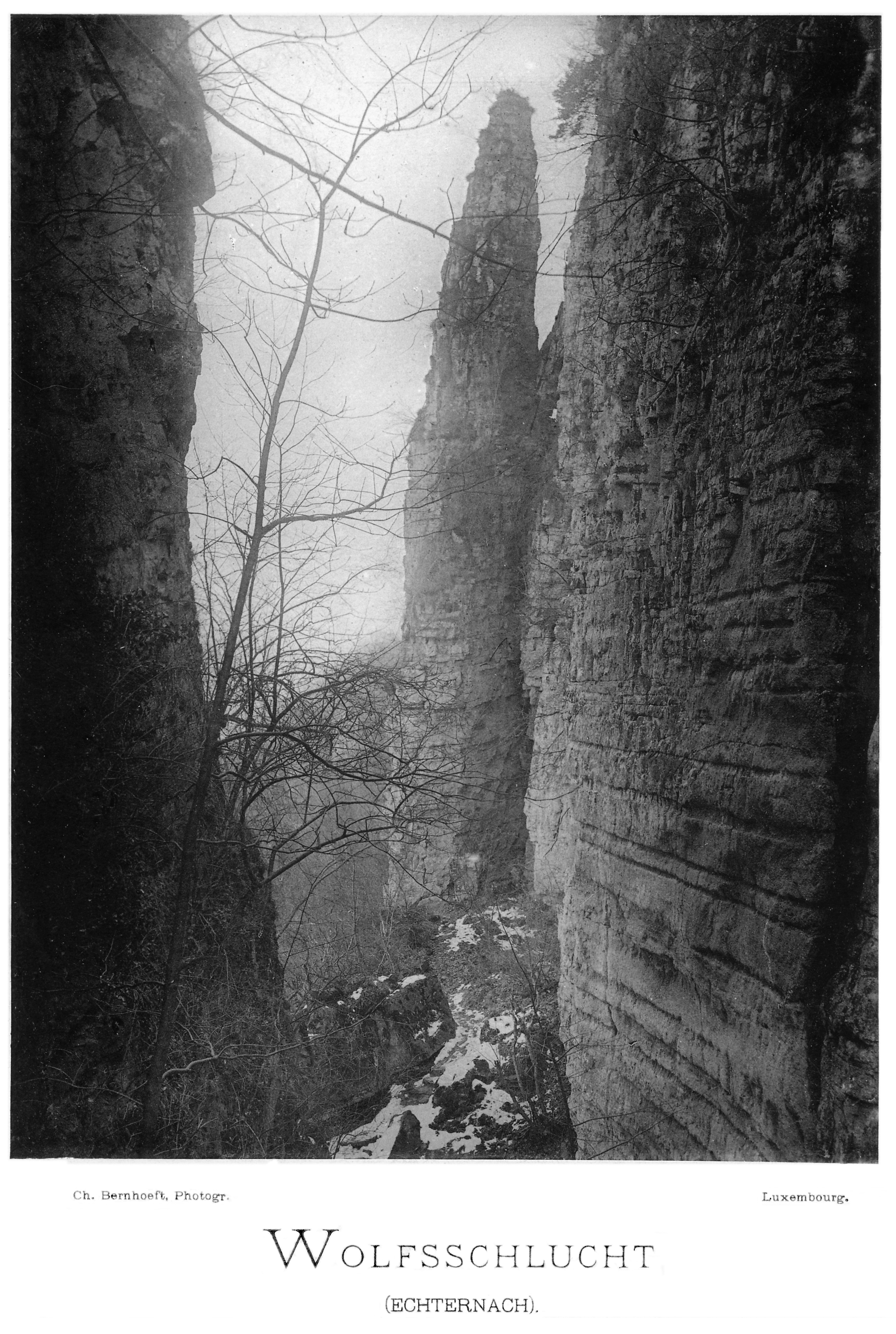
Wolfsschlucht poblíž Echternachu, Lucembursko, 1891
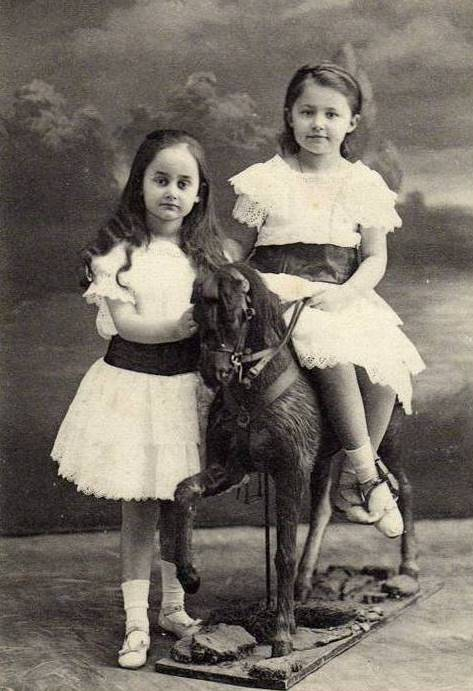
Sophie a Elisabeth von Luxemburg, asi 1910

## Alba (výběr)
- Luxembourg et ses environs (1887)
- Le Grand-Duché de Luxembourg (1889-91). Librairie de la Cour Victor Bück. viz fotografie na commons
- Album von Trier. Ansichten der Stadt und ihrer nächsten Umgebung (asi 1890)
- Strassburg, Metz und die Vogesen (1891 - 1894)
- Le Luxembourg pittoresque (1893) - viz fotografie na commons
- Exposition universelle d'Anvers 1894 (1894)
- Cöln und der Rhein (1895-96)
- Bilder aus der Pfalz (1895)
- Nederland in Beeld (1895-99)
- Eifel-Album (1896)
- Carrières de Petit Granit de M.M. J. Velge et J. Cornet à Écaussinnes (1896)
- Établissements Eugène Mercier & Cie. (asi 1900)
- Deutsch-Luxemburgische Bergwerks- und Hütten-Aktiengesellschaft, Abtheilung Differdingen (1903-1904)
- Grand Pont Adolphe à Luxembourg (1904) - viz fotografie na commons